# اصلاحیه قانون اساسی روسیه (۲۰۲۰)

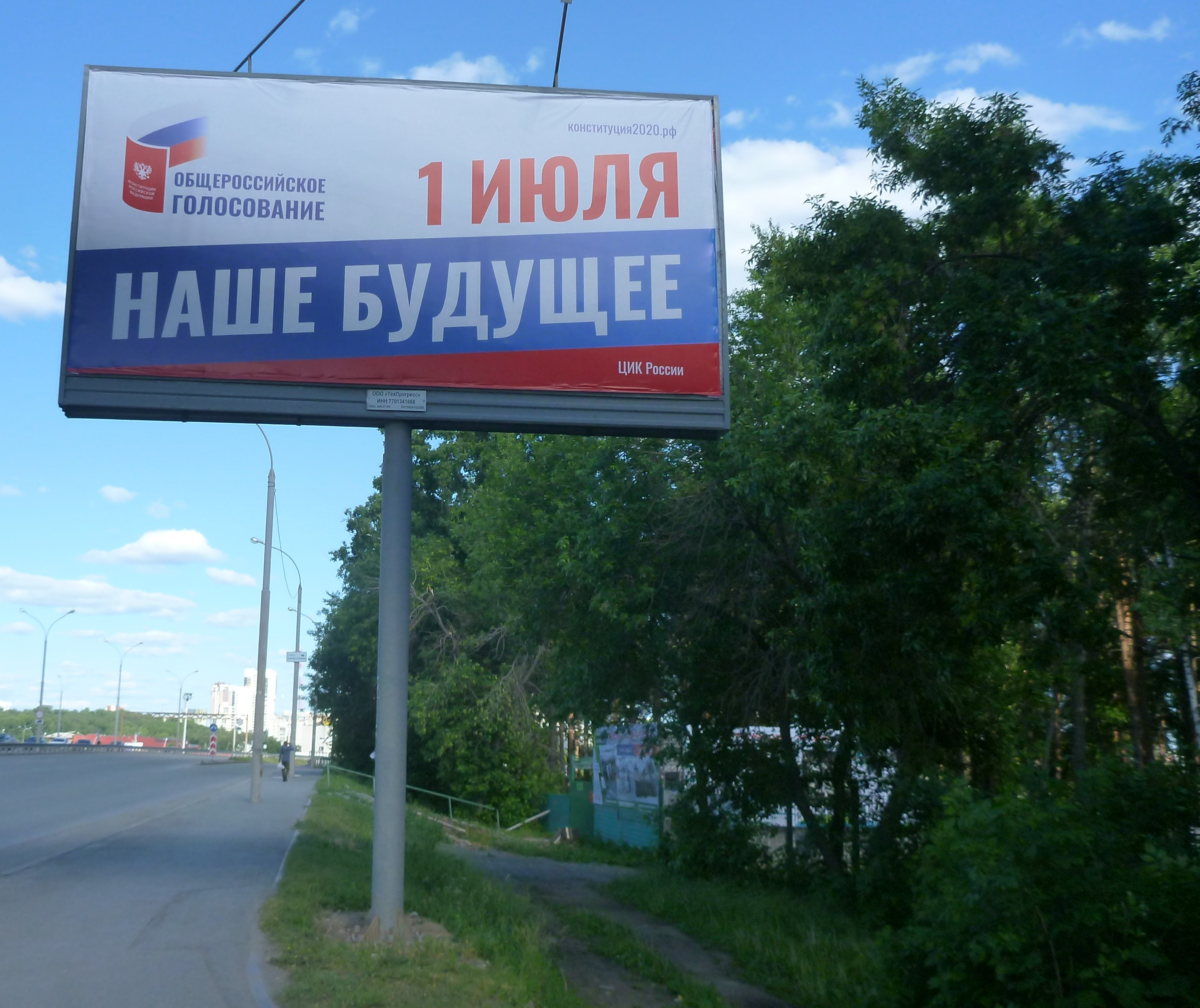
اصلاحیه قانون اساسی روسیه

اصلاحیه قانون اساسی روسیه که در ژانویه ۲۰۲۰ ارائه شد، دومین اصلاحیه قانون اساسی روسیه به‌شمار می‌رود که در ۱۹۹۳ به تصویب رسید. در تاریخ اول ژوئیه ولادیمیر پوتین رئیس‌جمهور روسیه دستور داد که این اصلاحات به رای مردم گذاشته شود، در نتیجه همه‌پرسی ملی برگزارشده، به گفته مقامات برگزار کننده همه‌پرسی تقریباً ۷۸ درصد موافق انجام این اصلاحات و ۲۱/۳ مخالف آن بوده‌اند.
این اصلاحات مربوط به تغییر قانون اساسی روسیه است و شرایط را برای استمرار دوره ریاست جمهوری «ولادیمیر پوتین» برای دو دوره شش ساله دیگر تا سال ۲۰۳۶ فراهم می‌کند و ازدواج همجنسگراها را ممنوع و بر اساس آن، ازدواج تنها به عنوان امری بین زن و مرد تعریف شده‌است.
در سوم ژوئیه پوتین فرمان اجرایی اصلاحیه را امضا کرد و از چهارم ژوئیه ۲۰۲۰ لازم‌الاجرا شد.
از جمله اصلاحات تعریف شده، تسهیل قوانین اقامتی، ممنوعیت تابعیت دوم برای مدیران ارشد دولتی، ممنوعیت ازدواج همجنسگرایان و نیز اصلاحاتی در قوانین حقوق حیوانات است.